# Шахтарське (Довжанський район)
Шахта́рське — селище в Україні, у Довжанській міській громаді Довжанського району Луганської області.
Утворене в 1987 році.
Знаходиться на тимчасово окупованій території України.

## Історія
12 червня 2020 року, відповідно до Розпорядження Кабінету Міністрів України № 717-р «Про визначення адміністративних центрів та затвердження територій територіальних громад Луганської області», увійшло до складу Довжанської міської громади.
17 липня 2020 року, в результаті адміністративно-територіальної реформи ввійшло до складу новоутвореного Довжанського району.

## Населення

### Мова
Розподіл населення за рідною мовою за даними перепису 2001 року:
| Мова            | Кількість | Відсоток |
| --------------- | --------- | -------- |
| російська       | 3850      | 92.79%   |
| українська      | 293       | 7.07%    |
| болгарська      | 2         | 0.05%    |
| білоруська      | 1         | 0.02%    |
| інші/не вказали | 3         | 0.07%    |
| Усього          | 4149      | 100%     |

За даними перепису 2001 року населення селища становило 4149 осіб, з них 7,06% зазначили рідною українську мову, 92,79% — російську, а 0,15% — іншу.